# Imbolc

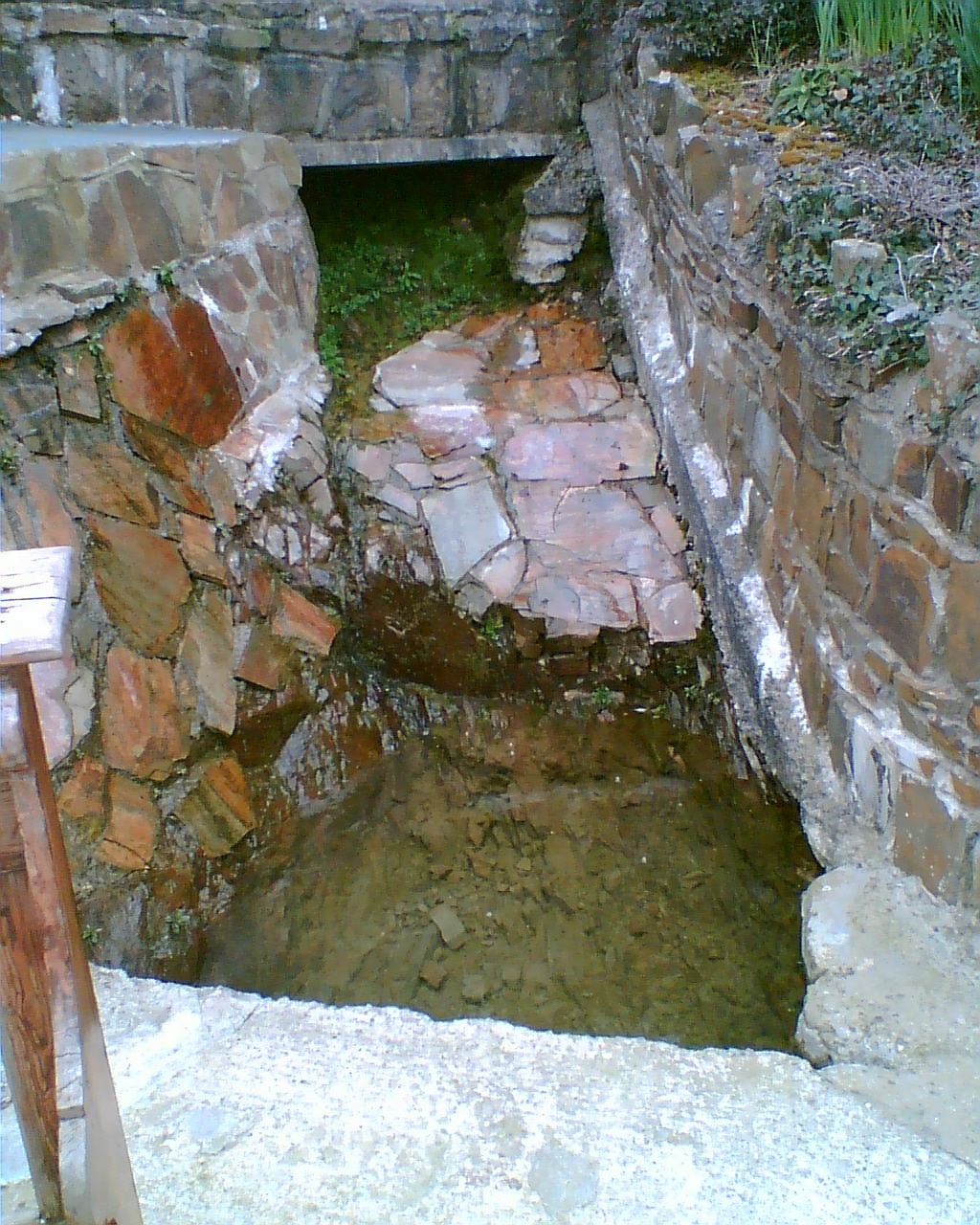
Offerkällan St Brigid's Well utanför Buttevant i County Cork på Irland.

Imbolc eller Imbolg, även kallad Sankta Brigidas dag, är en keltisk högtid för att fira vårens ankomst. Den hålls vanligen den 1 eller 2 februari, ungefär mitt emellan vintersolståndet och vårdagjämningen. Tidigare firades den allmänt på Irland, i Skottland och på Isle of Man. Den är en av fyra keltiska högtider, tillsammans med Beltane, Lughnasadh och Samhain och motsvarar närmast den walesiska högtiden Gŵyl Fair y Canhwyllau. För kristna, särskilt på Irland, är det helgonkalenderns namn på Brigid av Kildares dag.
Imbolc omnämns i tidig irländsk litteratur och det finns bevis  för att den varit en betydelsefull dag sedan urminnes tider. Dagen var ursprungligen en hednisk högtid för att fira fruktbarhetsgudinnan Brigida. Högtiden kristianiserades till en högtid till åminnelse av Brigid av Kildare, som anses vara en synkretisering eller snarare euhemerisering av gudinnan. Under Imbolc tillverkade man Brigidakors och en dockliknande avbild av Brigid, som kallades Brídeóg, bars från hus till hus eftersom gudinnan sades besöka hemmet under Imbolc. För att försäkra sig om att gudinnans välvilja brukade man iordningställa en sängplats för henne, och sätta fram mat och dryck. Klädesplagg lämnades framme så att även dessa kunde helgas av gudinnan. Brigid åkallades då man ville skydda hem och boskap. Man anordnade särskilda kalas, besökte heliga källor och det var också vanligt att bli spådd. 
Även om många av sedvänjorna dog ut under 1900-talet lever några fortfarande kvar, och på en del platser har traditionen återupptagits som ett kulturevenemang. Under senare delen av 1900-talet har sedvänjorna tagits upp av keltiska nyhedningar och wiccaner.